# Усадьба (Калужская область)
Уса́дьба — деревня в Думиничском районе Калужской области России.

## История
Деревня Усадьба впервые упоминается в Экономических примечаниях к Атласу Калужского наместничества 1782 г. как населенный пункт Жиздринского уезда — владение графа Якова Александровича Брюса.
Список населенных мест Калужской губернии (1859 г.): д. Усадьба, владельческая, при речке Раце, дворов 68, жителей 550.
Список нас. мест Калужской губернии (1914): 610 жителей, школа земская.
В 1920—1954 была центром Усадебского сельского совета. В 1930-е в деревне числился 141 крестьянский двор. Колхоз в Усадьбе назывался им. 1 Мая.
Во время войны Усадьба была освобождена от фашистов 26 июля 1943 г. Незадолго до этого всё мирное население было угнано фашистами на запад. После возвращения осенью 1944 многие начали отстраивать дома не в деревне, а ближе к станции Палики, где восстанавливался кирпичный завод. Поэтому от большого когда-то населенного пункта в начале 1950-х осталось всего несколько десятков домов.
В конце 1990-х деревня Усадьба была ликвидирована. Восстановлена Постановлением Законодательного собрания Калужской области от 22 ноября 2001 г. № 249 «О присвоении вновь возникшему населенному пункту на территории Думиничского района наименования деревня Усадьба».
В 2007 в деревне был 1 житель. По переписи 2010 г. — 13 жителей, 4 дома.

## На карте
- http://karta-russia.ru/kaluzhskaya_duminichskiy_paliki/

## Знаменитые земляки
В Усадьбе родились:
- Степан Петрович Васильев (1892—1934) — герой Гражданской войны.
- Сергеев Алексей Дмитриевич (1.04.1930 — 13.12.2002) — историк, краевед, исследователь Алтая
  - https://web.archive.org/web/20160304221913/http://altlib.ru/297
  - https://web.archive.org/web/20131002134958/http://new.hist.asu.ru/issled/issled/sergeev.html